# Чёртово озеро (Каркаралинск)
Чёртово (каз. Шайтанкөл; Шайтанколь) — озеро, расположенное в пяти километрах к западу от города Каркаралинска в Казахстане.

## География
Питание озера снеговое.
Озеро окружено полуразрушенными гранитными скалами типа «слоёный пирог», поросшими сосновым лесом.

## Легенды
Про озеро рассказывают множество легенд. Говорят, что у него некоторые видели шайтанов, загадочного старика и другие видения.
По воспоминаниям местных жителей в 1905 году архиерей Михаил установил по просьбе местных жителей на западном берегу Чёртова озера крест и переименовал озеро в Святое. Через некоторое время крест исчез, и озеро опять стало называться Чёртовым. Рассказывают, что крест кто-то сбросил в воду, где он находится до сих пор.